# Jachthuis De Oude Tempel
Jachthuis De Oude Tempel in Soesterberg is een gemeentelijk monument in de gemeente Soest in de provincie Utrecht. Het huis staat op het terrein van de voormalige buitenplaats De Oude Tempel.
Het jachthuis werd in 1919 gebouwd als jachthuis voor de Utrechtse jonkheer R.A. van Holthe tot Echten naar een ontwerp van de Amersfoortse architect G.C.B. van Dijk.  
Het huis is ook gebruikt als chauffeurswoning en jachtopzienerswoning. In 1947 werd het huis verbouwd met toezicht door architect Alb. van Essen. De opdracht werd gegeven door de Nederlands Hervormde Stichting voor Zenuw- en Geestesziekten.  
Het witgepleisterde pand heeft overstekende zadeldaken. De verschillende daken zijn van ongelijke hoogte. De vierruits vensters naast de deur in de linkergevel hebben een zandlopermotief. 